# Jeumont
Jeumont és un municipi francès, situat a la regió dels Alts de França, al departament del Nord. L'any 2006 tenia 10.090 habitants. Es troba als marges del Sambre, a 20 km de Mons i a 27,5 km de Charleroi. Durant la Segona Guerra Mundial formava part del traçat de la Línia Maginot.

## Demografia
| Evolució de la població Ehess i INSEE |      |      |      |      |      |      |      |      |
| 1793                                  | 1800 | 1806 | 1821 | 1831 | 1836 | 1841 | 1846 | 1851 |
| 382                                   | 563  | 677  | 647  | 764  | 729  | 826  | 902  | 978  |

| 1856  | 1861  | 1866  | 1872 | 1876  | 1881  | 1886  | 1891  | 1896  |
| ----- | ----- | ----- | ---- | ----- | ----- | ----- | ----- | ----- |
| 1.120 | 1.731 | 1.994 | -    | 2.244 | 2.707 | 3.044 | 3.195 | 3.626 |

| 1901  | 1906  | 1911  | 1921  | 1926  | 1931  | 1936  | 1946  | 1954  |
| ----- | ----- | ----- | ----- | ----- | ----- | ----- | ----- | ----- |
| 4.523 | 5.139 | 5.724 | 5.478 | 6.127 | 6.642 | 6.809 | 6.755 | 8.168 |

| 1962  | 1968   | 1975   | 1982   | 1990   | 1999   | 2006 | 2011 | 2016 |
| ----- | ------ | ------ | ------ | ------ | ------ | ---- | ---- | ---- |
| 9.660 | 10.178 | 10.120 | 11.661 | 11.048 | 10.775 | -    | -    | -    |

| 2019 | - | - | - | - | - | - | - | - |
| ---- | - | - | - | - | - | - | - | - |
| -    | - | - | - | - | - | - | - | - |

## Administració
| Període   | Identitat            | Partit |
| --------- | -------------------- | ------ |
| 1989-1995 | Umberto Battist      | PS     |
| 1995-2008 | Christine Marin      | UDF    |
| 2008-     | Benjamin Saint-Huile | PS     |

## Agermanaments
- Erquelinnes
- Wadern (Saarland)

## Personatges il·lustres
- Jean-Pierre Papin hi passà la infantesa i jugà a l'equip municipal de 1970 a 1978.